# Meidagen van 1937
De term meidagen van 1937 verwijst naar de gewelddadige strijd tussen verschillende republikeinse groeperingen gedurende de Spaanse Burgeroorlog in de periode van 3 mei tot 8 mei 1937. De anarchisten van de Confederación Nacional del Trabajo (CNT) en de marxisten van de Partido Obrero de Unificación Marxista (POUM) vochten gezamenlijk tegen de troepen van het Catalaanse regiobestuur en de Partido Comunista de España (PCE). De PCE en diens Catalaanse dochterpartij Partido Socialista Unificado de Cataluña (PSUC) stonden aan de zijde van de Sovjet-Unie van Jozef Stalin, terwijl de POUM kritisch was over Jozef Stalin.

## Achtergrond

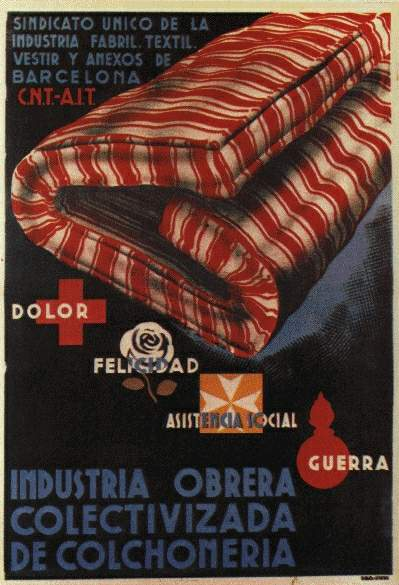
Poster van de CNT over arbeiderszelfbestuur in textielfabrieken.

De Spaanse Burgeroorlog begon door de Spaanse staatsgreep van juli 1936, waarbij de nationalisten in opstand kwamen tegen de Tweede Spaanse Republiek. In Barcelona werden de nationalistische coupplegers vooral verslagen door milities van de anarchistische CNT. Hierdoor kwam een groot gedeelte van Catalonië onder controle van de anarchisten. Verschillende bedrijven werden in arbeiderszelfbestuur genomen door de CNT. De stalinistische communisten waren tegen de revolutie van de anarchisten.
De communisten vestigden in Madrid gevangenissen waarin socialisten, anarchisten en liberalen werden vastgehouden en geëxecuteerd. Het bestaan van deze communistische gevangenissen werd onthuld door een anarchistische krant, waarna premier Francisco Largo Caballero besloot om op 22 april 1937 de door communisten gedomineerde Junta de Defensa van Madrid te ontbinden. In dezelfde week werd een lid van de PSUC vermoord in Barcelona. De PSUC beschuldigde de anarchisten. Op 25 april 1937 werden anarchistische militieleden die de grens bewaakten bij de Pyreneeën aangevallen door communistische regeringstroepen, waarbij een aantal anarchisten werden doodgeschoten. De anarchistische krant in Madrid die de illegale gevangenissen van de communisten had onthuld werd verboden. Uit angst voor gevechten waren er geen optochten tijdens de Dag van de Arbeid in Barcelona.

## Meidagen van 1937
Op 3 mei 1937 vielen politieagenten onder leiding van de communist Rodriguez Salas de telefooncentrale bij de Plaza de Cataluña in Barcelona aan. De telefooncentrale was sinds het begin van de burgeroorlog in handen van de CNT. De communisten wisten de wachtposten te overmeesteren, maar werden onder vuur genomen door anarchisten vanuit het gebouw. Hierdoor braken er gevechten uit tussen enerzijds de politie en de stalinistische communisten tegen anderzijds de CNT en de POUM. De CNT-leiding riep op tot een einde van de gevechten. De anarchisten in de telefooncentrale gaven gehoor aan de oproep om de wapens neer te leggen. Het nieuws over de communistische aanval verspreidde zich door de gehele stad. Overal werden door anarchisten en diens sympathisanten barricades opgericht. Zij werden aangevallen door stalinistische communisten en politieagenten. Hoewel de anarchisten in aantallen superieur waren en ongeveer 90% van Barcelona controleerden, waren ze huiverig om de communisten en de Catalaanse regiotroepen te verslaan, want dat zou de nationalisten van Francisco Franco in de kaart spelen.
Op 4 mei werd een algemene staking uitgeroepen door de CNT. De CNT pleitte voor het einde van de gevechten, omdat ze bang waren dat Franco er voordeel uit zou halen. Op 6 mei kwam de leiding van de CNT met het voorstel dat de anarchisten de barricades en de algemene staking zouden opheffen op voorwaarde dat de Guardia de Asalto werd teruggetrokken uit de stad. De Generalitat de Catalunya nam dit voorstel aan. Op 7 mei werd de rust hersteld in Barcelona nadat de CNT-leiding had opgeroepen om de gevechten te staken. De anarchisten hieven de barricades op. Op dezelfde dag kwam een neutrale troepenmacht de stad binnen die was gestuurd door de centrale regering. Echter, de Guardia de Asalto bleef in de stad en hielden zich dus niet aan de afspraak. De Guardia de Asalto voerde gewelddadige represailles uit op anarchisten en POUM-leden.

## Nasleep
Na de meidagen van 1937 ontstond er een crisis in de republikeinse regering. De communisten waren tegenstanders van Caballero, die de macht van de communisten in het leger probeerde te verminderen. De wens om Caballero af te laten treden werd al uitgesproken in maart 1937 door de communistische partijleiding en de vertegenwoordigers van de Komintern. Na de meidagen eisten de communisten van Caballero dat hij de POUM zou verbieden, maar Caballero weigerde. Wegens diens weigering verlieten eerst de twee communistische ministers de regering, gevolgd door de ministers van de socialistische partij. Caballero trad af om te voorkomen dat de regering machteloos zou worden. Hij werd vervangen door Juan Negrín. Op de eerste dag van Negrín werden de kranten van de POUM verboden. Op 16 juni 1937 werd POUM officieel verboden. De CNT-coöperaties in Aragón werden in augustus 1937 aangevallen door communistische divisies.